# Boden
Pour les articles homonymes, voir Boden (homonymie).
Boden est une ville de Suède, chef-lieu de la commune de Boden.
La ville se trouve sur la Malmbanan, ligne de chemin de fer qui rejoint Riksgränsen, à la frontière avec la Norvège via Kiruna. Au-delà, cette ligne rejoint la ville norvégienne de Narvik en prenant le nom de ligne d'Ofot (ou Ofotbanen). La Stambanan genom övre Norrlandde mène elle, jusqu'à Luleå.

## Personnalités liées à la ville
- Peter Englund (1957-), historien, secrétaire permanent de l'Académie suédoise
- Eyvind Johnson (1900-1976), écrivain, lauréat du Prix Nobel de littérature en 1974
- Daniel Larsson (1986-), joueur de hockey sur glace
- Johanna Larsson (1988-), joueuse de tennis
- Elias Lindholm (1994-), joueur de hockey sur glace
- Sara Öhrvall (1971), femme d'affaires, spécialiste de la numérisation
- Oskar Sundqvist (1994-), joueur de hockey sur glace
- Stig Sundqvist (1992-2011), joueur de football
- Sven Utterström (1901-1979), skieur de fond
- Niclas Wallin (1975-), joueur de hockey sur glace

## Économie
La société Fällkniven spécialisée dans la fabrication de couteaux est implantée dans la commune.